# The Go Find
The Go Find ist ein Bandprojekt von Dieter Sermeus aus Antwerpen, Belgien.

## Bandgeschichte
Dieter Sermeus, geboren 1974 in Antwerpen, spielte bereits im Alter von 15 Jahren Gitarre und sang in der Band Orange Black, die sich am New-Wave-Stil von Duran Duran oder The Cure orientierte. Zwei Jahre später spielte die Gruppe schon im Vorprogramm von bekannten Indiebands wie Pavement, Stereolab oder Seam. Mit der Band Orange Black veröffentlichte Sermeus auf den Labels Atomic und Lableman die drei Alben It's Electric, Bright Lights und Morning Notes, sowie die 7" Freak Generation b/w Nutricious. Anschließend gründete Sermeus die Band Napkin Vs. Soda, wobei er stilistisch eine neue Richtung einschlug und Songs im LoFi-Ambiente einspielte. Zahlreiche Titel erscheinen auf verschiedenen Kompilationen. Einige Jahre später traf Sermeus auf Arne Van Petegem, der unter dem Künstlernamen Styrofoam bekannt ist. Mit ihm kombinierte er erfolgreich Songwriterelemente mit elektronischen Effekten und nannte das Musikprojekt The Go Find. Es entstand das Album Miami, das nach einem zweitägigen Ausflug des Musikers nach Miami benannt ist und bei Morr Music herauskam. Sermeus trat auch zusammen mit Styrofoam auf. Später gründete er seine eigene Liveband und ging mit dieser auf Tour. Auch auf seinem zweiten Album Stars On The Wall, das 2007 bei Morr Music erschienen ist, vereinigte Sermeus wieder Gitarrensound mit elektronischen Elementen. Dieses Album spielte Sermeus gemeinsam mit Nico Jacobs, Joris Calluwaerts und Tim Coenen, drei Musikern aus seiner Liveband in Antwerpen ein. Schließlich kam Peter Pask am E-Bass zur Gruppe, so dass sich The Go Find von einem Soloprojekt zu einer Band gewandelt hatte. 2010 erschien das Album Everybody Knows It's Gonna Happen Only Not Tonight.

## Diskografie

### Alben
- 2004: Miami (Morr Music)
- 2007: Stars on the Wall (Morr Music)
- 2010: Everybody Knows It's Gonna Happen Only Not Tonight (Morr Music)
- 2014: Brand New Love (Morr Music)

### Singles und EPs
- 2004: Over the Edge vs What I Want (Morr Music)
- 2007: New Year (Morr Music)
- 2013: We Run (A Number Of Small Things)